# Jogos Centro-Asiáticos de 1997
Os Jogos Centro-Asiáticos de 1997 foram a segunda edição do evento multiesportivo, que ocorreu em Alma Ata, no Cazaquistão.

## Participantes
Cinco países participaram do evento:
- Cazaquistão
- Quirguistão
- Tajiquistão
- Turquemenistão
- Uzbequistão